# Ti lascio una canzone
Ti lascio una canzone (italienisch für „Ich hinterlasse/überlasse dir ein Lied“) war eine italienische Castingshow für Kinder des Fernsehsenders Rai 1. Die Sendung wurde ab 2008 ausgestrahlt und 2015 eingestellt. Moderatorin war Antonella Clerici. 2015 diente die Show auch der Auswahl des italienischen Vertreters beim Junior Eurovision Song Contest.

## Entstehung und Konzept
Die Sendung wurde von Roberto Cenci entwickelt. Im Mittelpunkt stehen nicht konkurrierende Interpreten, sondern die Lieder, bei denen es sich zumeist um Klassiker der italienischen Popmusik handelt. Diese werden von den teilnehmenden Kindern im Alter von acht bis 17 Jahren vorgetragen, begleitet von einem Orchester. Über die Auftritte urteilte eine Expertenjury, während das Fernsehpublikum mittels Televoting über das beste Lied abstimmen könnte.
Aus der Show gingen u. a. Il Volo hervor, die später Italien beim Eurovision Song Contest 2015 vertraten, sowie Gaia Cauchi und Vincenzo Cantiello, Sieger des Junior Eurovision Song Contest 2013 bzw. 2014.

## Staffelübersicht
| Staffel | Ausstrahlung       | Ausstrahlung      | Termine | Interpreten | Siegerlied                                  | Ort     |
| ------- | ------------------ | ----------------- | ------- | ----------- | ------------------------------------------- | ------- |
| 1       | 5. April 2008      | 3. Mai 2008       | 5       | 22          | Lucio Battisti – Il mio canto libero        | Sanremo |
| 2       | 4. April 2009      | 30. Mai 2009      | 9       | 39          | Andrea Bocelli – Il mare calmo della sera   | Sanremo |
| 3       | 27. März 2010      | 29. Mai 2010      | 9       | 42          | Sergio Endrigo – Girotondo intorno al mondo | Neapel  |
| 4       | 10. September 2010 | 10. Dezember 2010 | 13      | 30          | Lucio Battisti – I giardini di marzo        | Neapel  |
| 5       | 17. September 2011 | 23. Dezember 2011 | 14      | 42          | Demis Roussos – Profeta non sarò            | Rom     |
| 6       | 8. September 2012  | 8. Dezember 2012  | 15      | 49          | Michael Jackson – Earth Song                | Rom     |
| 7       | 1. Februar 2014    | 26. April 2014    | 12      | 42          | Mario Del Monaco – Un amore così grande     | Rom     |
| 8       | 12. September 2015 | 28. November 2015 | 11      | 18          | Whitney Houston – I Will Always Love You    | Rom     |

## In anderen Ländern
Das Format Ti lascio una canzone wurde auch nach Portugal exportiert, wo es 2008 beim Privatsender TVI unter dem Titel Uma cancão para ti erstausgestrahlt wurde. 2009 folgte die Türkei, wo die Show unter dem Titel Bir Şarkısın Sen an den Start ging; in Mexiko startete sie 2012 unter dem Titel La Academia Kids.

## Auszeichnungen
- 2010: Premio regia televisiva (Top Ten)
- 2011: Premio regia televisiva (Beste Fernsehsendung)

## Belege
1. 1 2  Ti lascio una canzone 2015. RAI, abgerufen am 14. Oktober 2015 (italienisch).
2. ↑  Finalista do programa “Uma Canção para Ti” participa na Gala Caravela D’ouro da Povoação. cm-povoacao.pt, abgerufen am 14. Oktober 2015 (portugiesisch).